# Shulamit Kishik-Cohen
Shulamit „Shula“ Kishik-Cohen (hebräisch שולמית (שולה) קישיק-כהן arabisch شولاميت (شولا) كوهين كشك, auch Shulamit Cohen-Kishik; * 1917 in Buenos Aires, Argentinien; † 21. Mai 2017 in Jerusalem) war eine israelische Spionin. Sie half dabei, Juden aus arabischen Ländern nach Israel zu schmuggeln. Sie war auch bekannt für ihre Arbeit für den Mossad im Libanon.

## Leben
Kishik-Cohen wurde in Argentinien geboren und wanderte mit ihrer Familie als Kind in das Mandatsgebiet Palästina, wo sie im Stadtteil Mekor Baruch in Jerusalem aufwuchs. Sie besuchte die Evelina de Rothschild-Schule. Im Alter von 16 Jahren heiratete sie einen wohlhabenden libanesisch-jüdischen Kaufmann namens Yosef aus Beirut. Das Paar lebte in Wadi Abu Jamil, dem jüdischen Viertel von Beirut, und zog sieben Kinder auf. Ihr Sohn, Jitzchak Levanon, wurde israelischer Diplomat und war Israels Botschafter in Ägypten.
In Beirut begann sie, in der örtlichen jüdischen Gemeinde zu arbeiten und knüpfte auch Kontakte zu den Behörden. Im gesamten Libanon wurden Juden vor den Augen der libanesischen Behörden nach Israel geschmuggelt. Zu Beginn des arabisch-israelischen Krieges 1948 übermittelte sie Informationen über libanesische Militäraktivitäten an das Hauptquartier der Hagana in Metulla. Sie setzte ihre Spionagetätigkeit ohne das Wissen ihrer Familie fort und schickte ihre beiden älteren Kinder zu ihrer eigenen Sicherheit nach Israel.
Von 1947 bis 1961 sammelte Kishik-Cohen weiterhin Informationen aus dem Libanon und Syrien. Sie unterstützte den Mossad dabei, die Juden des Libanon und anderer arabischer Länder nach Israel zu schmuggeln. Ihr Mossad-Codename war „Die Perle“. 1952 wurde sie gefasst und für 36 Tage inhaftiert. Im Jahr 1961 wurde Kishik-Cohen von den libanesischen Behörden erneut verhaftet. Nachdem sie gefoltert worden war, begann im November 1962 ihr Prozess. Das zunächst angekündigte Todesurteil änderte das Gericht später in 20 Jahre Haft um. Im August 1963 wurde es nach ihrer Berufung auf sieben Jahre herabgesetzt. Ihr Ehemann wurde ebenfalls verhaftet und beschuldigt, von den Aktivitäten seiner Frau gewusst zu haben. Im August 1967 wurde sie im Rahmen des Gefangenenaustauschs nach dem Sechstagekrieg freigelassen und lebte bis zu ihrem Tod im Jahr 2017 in Jerusalem.
Shulamit Kishik-Cohen starb am 21. Mai 2017 im Alter von 100 Jahren.